# Салінг

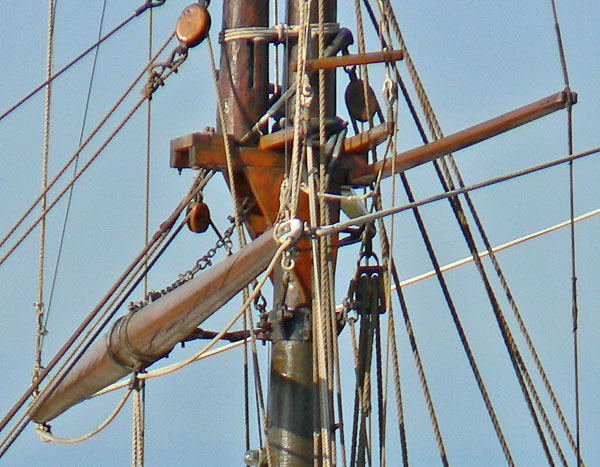
Салінг шхуни Sunderland

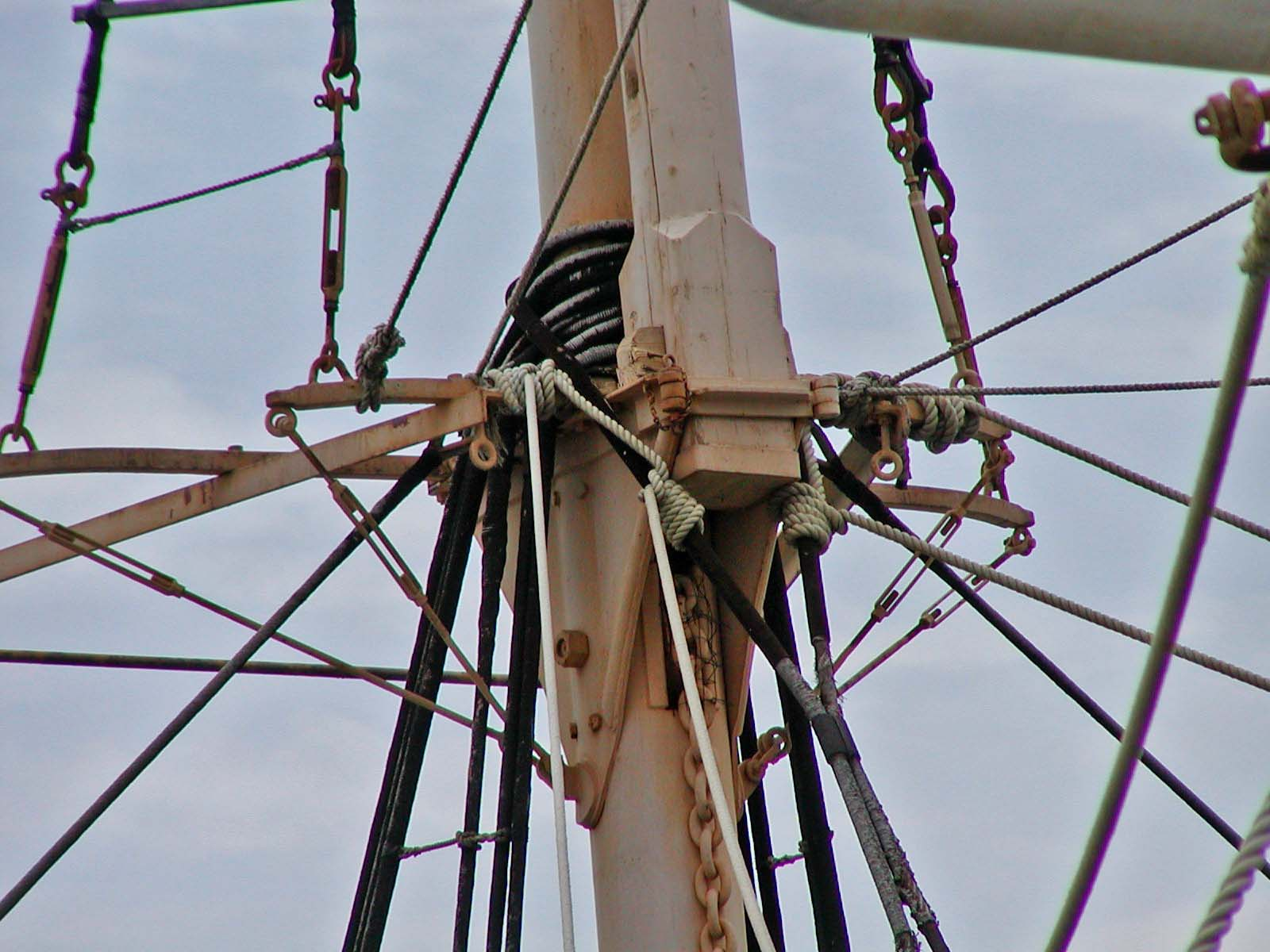
Салінг вітрильного танкера Falls of Clyde

Са́лінг (від нід. zaling або ниж.-нім. saling) — частина рангоуту, дерев'яна або металева рамна конструкція, що складається з поздовжніх (лонга-салінгів) і поперечних брусів (краспиць), що кріпляться на топі стеньги. Салінг слугує для відводу брам-бакштагів і для розведення в сторони брам-вант.
Лонга-салінги — короткі бруси, що встановлюються паралельно діаметральній площині судна обабіч стеньги і спираються на чикси — приробки з боків нижньої частини її топа; на лонга-салінги перпендикулярно ним встановлюються краспиці — довші бруси; крім того, між лонга-салінгами також можуть встановлюватися чаки — короткі розпірки. На краспицях для зручності робіт з такелажем може встановлюватися решітка. Шпор брам-стеньги проходить між лонга-салінгами з передньої сторони стеньги і укріпляється від падіння шлагтовом — чекою, що проходить через отвір у шпорі (шлагтовну діру) й лежить на лонга-салінгах. До кінців краспиць кріпляться нижні кінці брам-вант (історично — через юферси, зараз використовуються гвинтові талрепи), а поверх лонга-салінгів на топ стеньги накладаються огони стень-вант. Для того, щоб гострі краї брусів не перетирали стень-ванти, на лонга-салінгах прикріплені калви — накладки у формі 1/4 циліндра, по округлій частині яких і проходять троси.
Залежно від приналежності до певної щогли салінг називається фор-салінг (салінг фок-щогли), грот-салінг (салінг грот-щогли), крюйс-салінг (салінг бізань-щогли).
При наявності на кораблі бом-брам-стеньг нагорі брам-стеньг встановлюються брам-салінги, що служать для відводу бом-брам-бакштагів і розведення вбоки бом-брам-вант. Брам-салінг у вигляді бугеля з ріжками, паралельними краспицям, називається бом-салінг.
На сучасних вітрильних яхтах салінгом іноді називають вузол, що складається з краспиць та їх кріплень на щоглі.